# Tym (přítok Obu)
Tym (rusky Тым) je řeka v Krasnojarském kraji a v Tomské oblasti v Rusku. Je 950 km dlouhá. Povodí má rozlohu 32 300 km².

## Průběh toku
Pramení na jihovýchodě Západosibiřské roviny a protéká její jihovýchodní částí. Ústí zprava do Obu na 2 077 říčním kilometru.

## Vodní režim
Zdroj vody je převážně sněhový. Nejvyšších vodních stavů dosahuje od května do srpna. Průměrný roční průtok vody ve vzdálenosti 272 km od ústí činí 191 m³/s a u ústí 250 m³/s. Zamrzá v říjnu až na začátku listopadu a rozmrzá v dubnu až v květnu.

## Využití
Řeka je splavná pro vodáky. Vodní doprava je možná do vzdálenosti 560 km od ústí.